# Thuiaria obsoleta
Thuiaria obsoleta is een hydroïdpoliep uit de familie Sertulariidae. De poliep komt uit het geslacht Thuiaria. Thuiaria obsoleta werd in 1781 voor het eerst wetenschappelijk beschreven door Lepechin. 